# 我的声音
我的声音（日語：ボクノート）是无限开关的第7张单曲。

## 收录
| 曲序 | 曲目                                                                            | 时长 |
| ---- | ------------------------------------------------------------------------------- | ---- |
| 1.   | 我的声音（2006年日本动画电影《大雄的恐龙2006》的片尾曲）                        | 5:37 |
| 2.   | 猫になれ（上述的动画片的主人公（哆啦A梦）是“猫型机器人”，所以是用“猫”组成的。） | 6:35 |
| 3.   | 若葉 <instrumental>（大桥弹钢琴，常田负责和声。歌词里面“vocal”指的是“voice”。） | 2:21 |

## 其他
- 《我的声音》标题的由来是歌词中的。另外，像哆啦A梦的秘密道具那样的响声。
- 在2006年的《全國高等學校棒球錦標賽》期间播放的《热斗甲子园（日语：熱闘甲子園）》的环节中使用了《我的声音》。
- 第57回NHK红白歌合战中《我的声音》曾两次登场。
- 在台湾，《我的声音》曾被音乐铁人翻唱为国语版，但歌词被改动，歌名也被改为《爱的大冒险》。
- 2018年，《我的声音》在～Love Song Selection～专辑中发行了Remaster版。